# Pénélope aburri
Aburria aburri
Genre
Espèce
Statut de conservation UICN

 LC  : Préoccupation mineure
La Pénélope aburri (Aburria aburri) est une espèce d'oiseaux de la famille des Cracidae. C'est la seule espèce du genre Aburria.

## Description
Elle mesure en moyenne 71 cm de longueur. Son plumage est noir brillant. Elle est dotée d'un bec bleu et sa gorge nue porte une excroissance pendulaire crème.

## Alimentation
Elle cherche sa nourriture en groupes pouvant aller jusqu'à 8 individus dans les couches moyennes et supérieures de la forêt, où elle consomme des fruits.

## Répartition
Cet oiseau peuple le nord des Andes, du Venezuela au sud du Pérou.

## Habitat
Son habitat naturel est les forêts humides subtropicales ou tropicales.
Elle est menacée par la perte de son habitat.